# Claude Tresmontant
Claude Tresmontant (Parigi, 5 agosto 1925 – Suresnes, 16 aprile 1997) è stato un filosofo e teologo francese.
È stato un ellenista, docente universitario di filosofia medievale e di filosofia della scienza presso la Sorbona di Parigi.
Ha ricevuto il premio Maximilian Kolbe nel 1973 e il premio speciale dell'"Académie des sciences morales te politiques", nel 1987 per la sua carriera.

## Pensiero
Tresmontant ha dedicato gran parte del suo lavoro nella storia del pensiero cristiano e alla filosofia delle scienze. I capisaldi del suo pensiero sono che è ancora oggi possibile una metafisica cristiana, e che gli esperimenti, gli studi e le conoscenze scientifiche confermino l'esistenza di Dio.
Come teologo e come storico delle religioni, Tresmontant sostenne l'ipotesi di una prima bozza dei Vangeli in lingua ebraica, dato che il greco utilizzato non è privo di imperfezioni che invece scompaiono traducendolo nella lingua dell'Antico Testamento; inoltre ritenne verosimile la convinzione di una stesura contemporanea dei quattro Vangeli e giustificò l'eccessiva somiglianza del contenuto dei Vangeli di Matteo, Marco e Luca con la necessità di rispettare le leggi ebraiche del tempo, riguardanti le testimonianze.
Tresmontant affermò l'inconsistenza del dualismo tra anima e corpo, dato che il corpo vivente altro non è che l'anima vivente. Ma per dimostrare questo concetto, l'autore realizzò studi approfonditi sui testi religiosi ebraici, concludendo che l'anima non preesiste al corpo e non deve ritornare a Dio.
Indagando sulle tematiche presenti nell'ebraismo e nel Cristianesimo, come la vita dopo la morte, l'immortalità dell'anima, Tresmontant rilevò che il messaggio di Gesù chiarisce, completa quello dell'Antico Testamento.
Altri temi dibattuta da Tresmontan, sono stati la vacuità dell'ateismo e l'attuale rivoluzionarietà dell'ebraismo e del cristianesimo.

## Opere principali
- Gospel of Matthew, Translation and Notes (1996)
- A Study of Hebrew Thought (1960)
- Christian Metaphysics (ed. orig. 1961)
- Saint Paul and the Mystery of Christ (ed. orig. 1956, ed. ingl. 1957, ed. ital. 1960)
- Pierre Teilhard de Chardin -- His Thought (ed. orig. 1957)
- Towards the Knowledge of God (ed. orig. 1958, ed. ingl.: 1961)
- The Origins of Christian Philosophy (ed. orig. 1962, ed. ingl. 1963)
- Problemes du christianisme, Les sciences experimentales et le point de depart de l'analyse philosophique

## Traduzioni
- Cristianesimo, Filosofia, Scienze, Jaca Book, Milano 1981. ISBN 9788816401006